# Stadtstadion Radenthein
Stadtstadion Radenthein – stadion sportowy w Radenthein, w Austrii. Obiekt może pomieścić 2000 widzów. Swoje spotkania rozgrywają na nim piłkarze klubu WSG Radenthein.